# 駒井野信号場

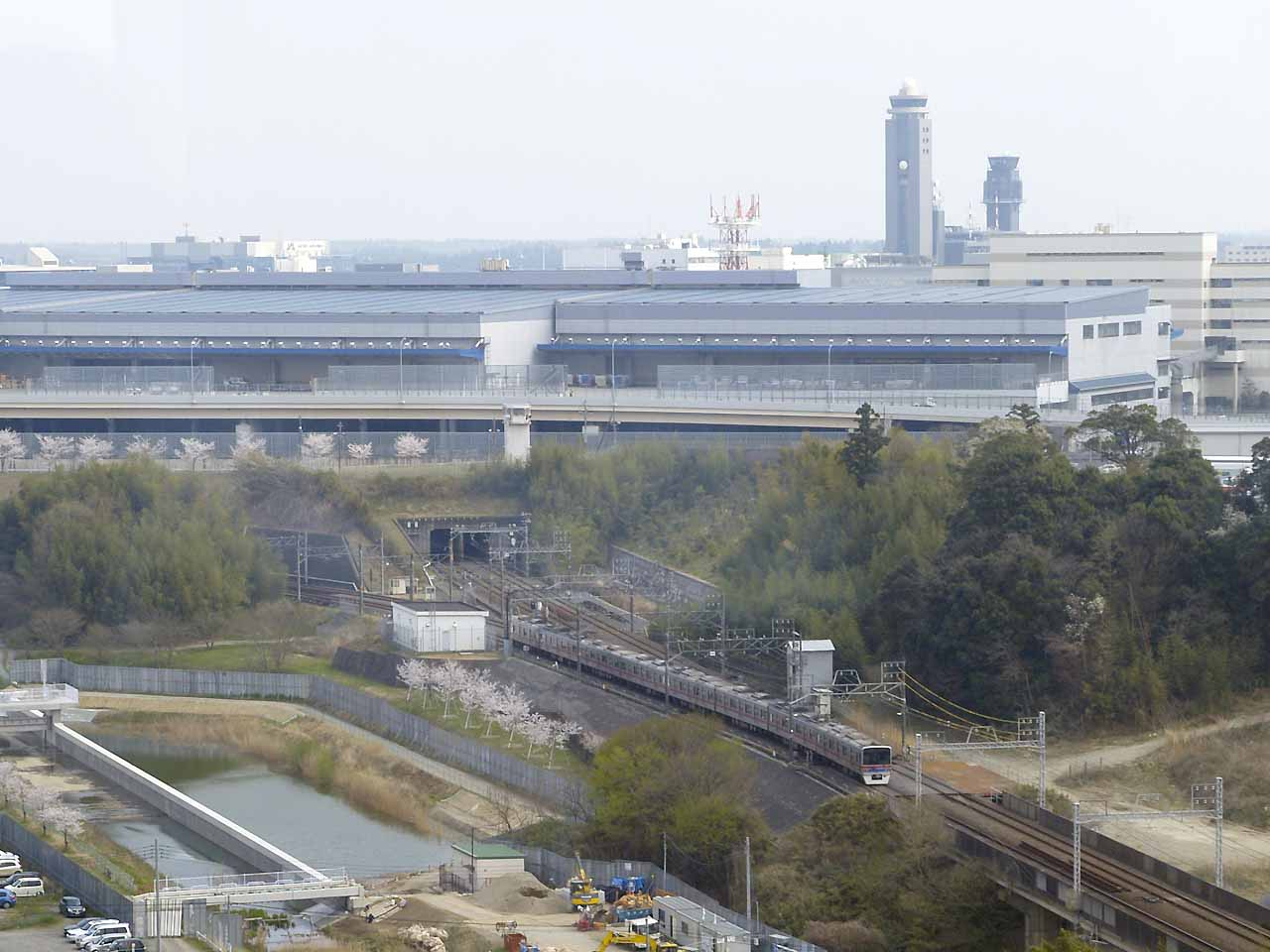
マロウドインターナショナルホテル成田より俯瞰した駒井野信号場、画面中央のトンネルが東成田方向、左へ向かう曲線が成田空港方向

駒井野信号場（こまいのしんごうじょう）は、千葉県成田市取香の京成電鉄本線の京成成田駅 - 空港第2ビル駅間にある信号場である。京成成田駅から6.0 kmの地点にあり、本線から東成田線が分岐する。また、本線はここから先が成田空港高速鉄道の第三種鉄道事業区間（京成電鉄は第二種鉄道事業区間）である。『鉄道要覧』では駒井野分岐部として記載されている。

## 歴史
- 1991年（平成3年）3月19日：本線京成成田駅 - 成田空港駅間開業に伴い、東成田駅（旧・成田空港駅）方面（東成田線）との分岐点として設置される。

## 構造
単純に複線同士が平面交差で分岐する構造。京成成田駅方面から来るときは、直進すると東成田駅、左に分岐すると空港第2ビル駅・成田空港駅へ至る。
直進すると東成田駅に至り、現行の本線である成田空港方面が分岐側であるのは、ここに線路が敷設された当初、現在の東成田駅が成田空港駅であり、あとから現在の空港第2ビル駅・成田空港駅が開業して付け足されたためである。このように駅名・路線名称が実態に合わせて変更されてきたが、信号場の配線は変更されていない。
分岐器の曲線側の通過速度は55 km/h制限である。そのため、京成成田駅方面から来る列車は分岐の手前で速度照査（京成成田駅方面から100・90・80・70 km/h）を受け、それ以上の速度の場合は強制的に45 km/hまで減速する。

## 運賃計算
駒井野信号場は乗降できないが、運賃計算上は駅と同等の扱いになる。たとえば「東成田 - 空港第2ビル」を乗車する場合、実際の乗車経路は「東成田 - 駒井野信号場 - 京成成田 - 駒井野信号場 - 空港第2ビル」であるが、運賃計算では「東成田 - 駒井野信号場 - 空港第2ビル」の経路で計算する。駒井野信号場からは京成成田が最も距離があるため、「東成田 - 空港第2ビル」の運賃は、「京成成田 - 空港第2ビル」や「京成成田 - 東成田」の運賃よりも安い。
運賃計算の設定キロ数は、京成成田 - 駒井野信号場6.0 km、駒井野信号場 - 空港第2ビル1.1 km、駒井野信号場 - 東成田1.1 km、東成田 - 空港第2ビル2.2 kmとなる。
また、成田スカイアクセス線開業にともない、駒井野信号場 - 空港第2ビル間にスカイアクセス線接続点が設けられ、駒井野信号場 - 接続点0.6 km、接続点 - 空港第2ビル0.5 kmとなった。
これにより、例えば成田湯川 - 東成田の運賃は、成田湯川 - スカイアクセス線接続点 - 駒井野信号場 - 東成田で計算されるうえ、空港第2ビル駅発着時の空港加算運賃も適用されない。

## 隣の施設
京成電鉄
 本線
京成成田駅（KS 40）- 駒井野信号場 - 空港第2ビル駅（KS 41）
 東成田線
（京成成田駅 - ） 駒井野信号場 - 東成田駅（KS 44）